# Hoda Kotb
Hoda Kotb (sinh ngày 9 tháng 8 năm 1964) là một nhà báo, phóng viên, biên tập viên, dẫn chương trình kênh truyền hình NBC New Today tại Hoa Kỳ. Bà được Tạp chí Time bình chọn là 100 người ảnh hưởng nhất trên thế giới vào năm 2018.

## Sự nghiệp
Bà sinh ra ở Norman, Oklahoma, Hoa Kỳ.